# Anja Weber
Anja Weber, född 29 juni 2001, är en schweizisk triatlet och längdskidåkare. Hon tävlar för TG Huetten och representerar det schweiziska landslaget.
Weber debuterade i världscupen säsongen 2021/22. Hon deltog i OS 2022. Den 13 december 2024 tog sin första pallplats i världscupen då hon tillsammans med Nadine Fähndrich placerade sig trea i lagsprinten.